# Мочичи
Мочичи (на хърватски: Močići) е село в Хърватия, разположено в община Конавле, Дубровнишко-неретванска жупания. Намира се на 150 метра надморска височина. Населението му според преброяването през 2011 г. е 447 души. При преброяването на населението през 1991 г. има 367 жители, от тях 360 (98,09 %) хървати, 5 (1,36 %) мюсюлмани, 1 (0,27 %) югославянин и 1 (0,27 %) черногорец.

## Население
Численост на населението според преброяванията през годините:
- 1857 – 449 души
- 1869 – 419 души
- 1880 – 418 души
- 1890 – 445 души
- 1900 – 431 души
- 1910 – 426 души
- 1921 – 375 души
- 1931 – 380 души
- 1948 – 330 души
- 1953 – 331 души
- 1961 – 426 души
- 1971 – 368 души
- 1981 – 382 души
- 1991 – 367 души
- 2001 – 381 души
- 2011 – 447 души